# Eddie Deezen
Edward Harold "Eddie" Deezen (Cumberland, Maryland, 1957. március 6. –) amerikai humorista, színész és producer.
Mellékszereplőként alakított nerd karaktereket olyan nagy sikerű filmekben, mint a Grease (1978), a Meztelenek és bolondok (1979), az Őrült éjjel (1980), a Grease 2. (1982) és a Háborús játékok (1983). Emellett nagyobb szerepeket játszott a A Beverly Hills-i vámpír (1989) és a Tony és a maffia (1990) című független kultuszfilmekben.
Szinkronszínészként is aktív, egyebek mellett Mandark hangját kölcsönözte a Dexter laboratóriuma epizódjaiban.

## Filmográfia

### Film
| Év   | Magyar cím                               | Eredeti cím                              | Szerep                          | Magyar hang        |
| ---- | ---------------------------------------- | ---------------------------------------- | ------------------------------- | ------------------ |
| 1978 |                                          | Laserblast                               | Froggy                          |                    |
| 1978 | Grease                                   | Grease                                   | Eugene Felsnic                  |                    |
| 1978 | Add a kezed!                             | I Wanna Hold Your Hand                   | Richard "Ringo" Klaus           | Bartucz Attila     |
| 1979 | Meztelenek és bolondok                   | 1941                                     | Herbie Kazlminsky               | Dunai Tamás        |
| 1979 | Meztelenek és bolondok                   | 1941                                     | Herbie Kazlminsky               | Molnár Levente     |
| 1980 | Őrült éjjel                              | Midnight Madness                         | Wesley                          |                    |
| 1981 |                                          | Desperate Moves                          | Red                             |                    |
| 1982 | Grease 2.                                | Grease 2                                 | Eugene Felsnic                  | Petrik Péter       |
| 1982 | Okkuljatok!                              | Zapped!                                  | Sheldon                         |                    |
| 1983 | Háborús játékok                          | WarGames                                 | Eddie Malvin                    | Pusztaszeri Kornél |
| 1983 | Háborús játékok                          | WarGames                                 | Eddie Malvin                    | Bódy Gergely       |
| 1983 | Háborús játékok                          | WarGames                                 | Eddie Malvin                    | Hanyecz Róbert     |
| 1984 |                                          | Surf II: The End of the Trilogy          | Menlo Schwartzer                |                    |
| 1984 |                                          | The Rosebud Beach Hotel                  | Sydney                          |                    |
| 1985 |                                          | A Polish Vampire in Burbank              | Sphincter                       |                    |
| 1985 |                                          | Mugsy's Girls                            | Lane                            |                    |
| 1985 | Szezám utca: A madár nyomában            | Sesame Street Presents Follow That Bird  | Donnie Dodo (hangja)            |                    |
| 1986 | Dollárgalopp                             | The Longshot                             | parkolóőr (cameo)               |                    |
| 1986 |                                          | The Whoopee Boys                         | Eddie Lipschitz                 |                    |
| 1987 |                                          | Happy Hour                               | Hancock                         |                    |
| 1987 | Pénzmánia                                | Million Dollar Mystery                   | Rollie                          | Rudolf Péter       |
| 1988 | Rémecskék 2.                             | Critters 2: The Main Course              | Éhes üsző-menedzser             |                    |
| 1988 | Gyilkos lányok támadása (Lányok, tűnés!) | Assault of the Killer Bimbos             | Dopey seriffhelyettes           | Zalán János        |
| 1988 |                                          | Dorf's Golf Bible                        | Waldo                           |                    |
| 1989 | A Beverly Hills-i vámpír                 | Beverly Hills Vamp                       | Kyle Carpenter                  | Maros Gábor        |
| 1989 |                                          | Hollywood Boulevard II                   | Walter                          |                    |
| 1990 |                                          | Wedding Band                             | Slappy a bohóc (cameo)          |                    |
| 1990 |                                          | Dorf Goes Auto Racing                    | Dipstick                        |                    |
| 1990 |                                          | The Raven Red Kiss-Off                   | himalájai operátor (cameo)      |                    |
| 1990 | Tony és a maffia                         | Mob Boss                                 | Tony Anthony                    | Zalán János        |
| 1991 | Mese Rockkal                             | Rock-A-Doodle                            | Snipes (hangja)                 | Szokol Péter       |
| 1991 |                                          | Teenage Exorcist                         | Eddie                           |                    |
| 1994 | A báránysültek hallgatnak                | The Silence of the Hams                  | kamerás férfi (cameo)           | Pálfai Péter       |
| 1995 |                                          | Mr. Payback: An Interactive Movie        | Phil az őr                      |                    |
| 1996 | Drágám, add az életed!                   | Spy Hard                                 | leköpött őr (cameo)             |                    |
| 1997 |                                          | The Brave Little Toaster to the Rescue   | Charlie (hangja)                |                    |
| 2004 | Polar Expressz                           | The Polar Express                        | Okoska (hang és motion capture) | Sántha Balázs      |
| 2012 |                                          | I Love You, Eddie Deezen (rövidfilm)     | önmaga                          |                    |
| 2015 | Spongyabob – Ki a vízből!                | The SpongeBob Movie: Sponge Out of Water | sirály (hangja)                 |                    |

## Fordítás
- Ez a szócikk részben vagy egészben  az   Eddie Deezen című angol Wikipédia-szócikk fordításán alapul.  Az eredeti cikk szerkesztőit annak laptörténete sorolja fel. Ez a jelzés csupán a megfogalmazás eredetét és a szerzői jogokat jelzi, nem szolgál a cikkben szereplő információk forrásmegjelöléseként.